# Årtal
Ett årtal är ett tal som betecknar ett visst år enligt en kalender. I det svenska språket brukar årtal underförstått avse västerländsk tideräkning, som utgår från Kristi födelse, vilken enligt hävdvunnen uträkning ska ha skett den 25 december året före år 1 (numera tror man dock att han föddes några år dessförinnan).
Årtal före Kristi födelse brukar benämnas "före Kristus" (förkortat "f.Kr."), medan årtal från och med år 1 benämns "efter Kristus" (förkortat "e.Kr."). Förkortningen "f.Kr." skrivs alltid ut, medan "e.Kr." endast behöver anges om det kan förekomma tveksamhet om årtalet som avses var före eller efter utgångspunkten. Exempelvis brukar det nuvarande året vanligtvis inte anges som 2025 e.Kr., utan endast 2025. Nu för tiden förekommer också angivelserna "före vår tideräkning" ("f.v.t." eller "fvt") och "enligt vår tideräkning" ("e.v.t." eller "evt"), som ett försök till mera religionsneutrala angivelser, men även dessa angivelser utgår från den hävdvunna årtalsnumreringen, som i sin tur utgår från Jesus beräknade födelse.
När man anger årtal enligt andra kulturers utgångspunkter används andra benämningar. Exempelvis utgår muslimer från profeten Muhammeds flykt från Mekka till Medina för sin tideräkning. Denna inträffade år 622 enligt västerländsk tideräkning, vilket alltså är år 1 enligt muslimsk. Just för denna brukar man använda bokstaven "H" eller AH (latin anno hegirae) efter årtalet (exempelvis "9 H", som innebär nio år efter denna flykt - 631 enligt västerländsk tideräkning), där "H" står för "Hijra", som är den muslimska benämningen på denna händelse.